# 但衡今

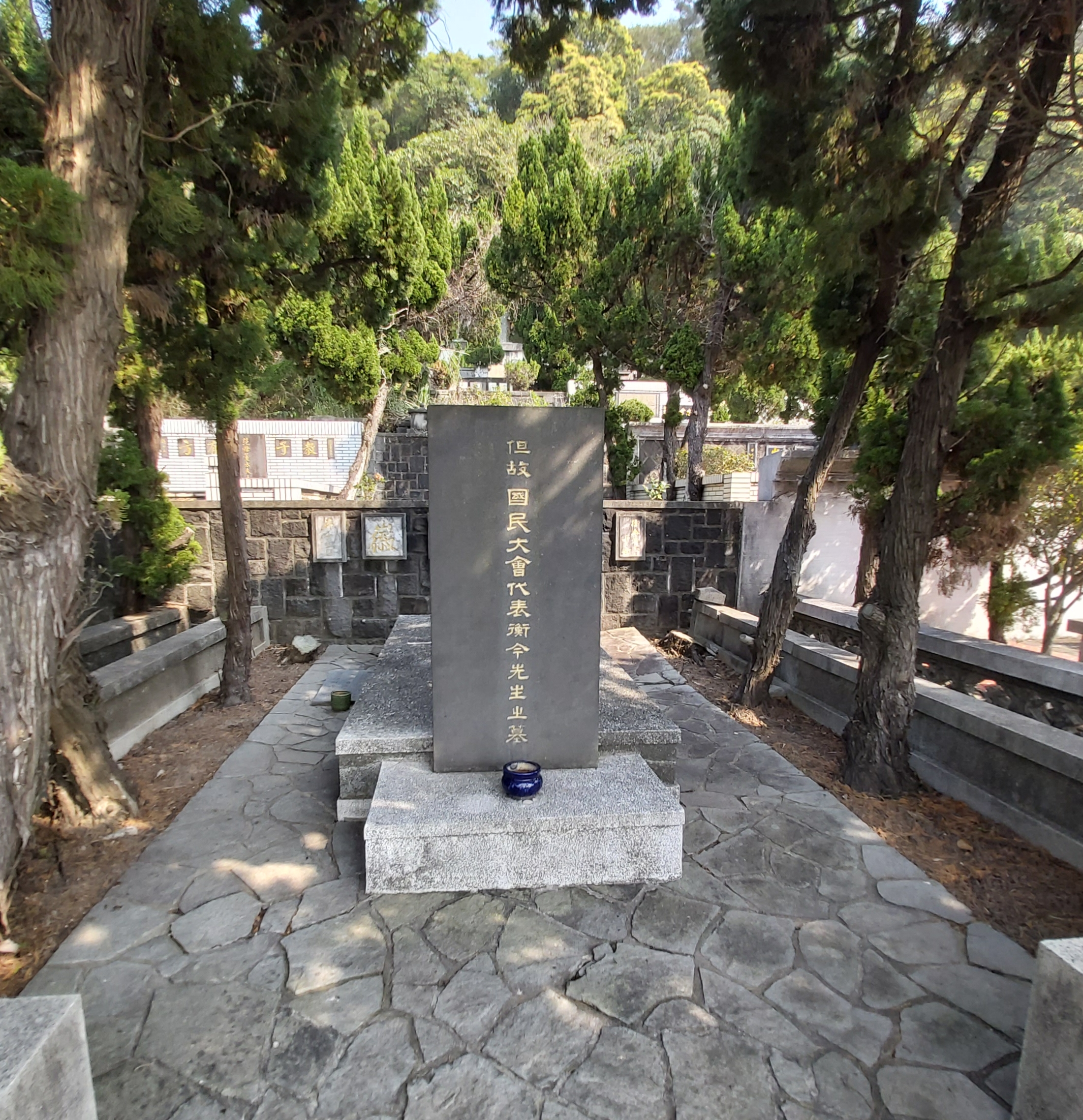
但衡今位於臺北市北投區陽明山第一公墓的墓地

但衡今（1879年—1966年），名茂权，湖北蒲圻琅霞桥下庄但家人。中华民国政治人物。

## 生平
宣统元年（1909年）考入湖北法政学堂，毕业后，值民国成立，任江陵县知事，后受孙武聘请，出任本县神山开源煤矿经理。1929年但参与为新桂系军阀起草“讨蒋通电”，桂系兵败，遭蒋介石通缉，逃匿香港。1932年，受广东省主席陈济棠聘请，任广东省参议员。抗战初期，但任国民政府视察专员、国家抗战总动员委员会首席参事。于民国25年入川为国民政府迁重庆作准备。
抗战胜利後，任湖北省临时参议会参议员。1946年5月18日，省参议会通过但“救济灾民、复兴教育”的提案。民国37年（1948）被选为国大代表，旋携眷去湘，与程潜先生晤面，提出：“国事已属中共，勿逆天意。”曾与谋起义事宜未果，被聘任宋希濂部14团参谋。1949年冬，但由渝返汉，隐匿一段时间，次年经香港抵台湾，晚年闲居台北。1966年5月4日去世，葬阳明山。
但在家乡倡修水利，兴办学堂，所修上港、门港两堰，至今仍在发挥效益。甲戌年（1934年）大旱，但开仓助赈，捐谷400余石。但提倡禁烟、禁赌，推荐本县传奇式人物“牛老爷”徐泽群出任西凉、泗水乡长，大力禁烟禁赌，一时北乡赌风、吸毒风大刹。

## 著作
著有《东归游记》、《周易浅释》、《阳明传习录札记》等书。